# Colle Joben
Il colle Joben (Jobenbühel in tedesco) è un colle minore di Monte di Mezzo (Mitterberg), situato nella zona dei laghi di Monticolo, nel comune di Appiano sulla Strada del Vino in provincia di Bolzano.
Su questo colle esistono dei reperti archeologici abbandonati e della quale origine esistono diverse interpretazioni.
Già nel 1937 l'ingegner Georg Innerebner ha effettuato i suoi primi studi ed i suoi primi rilevamenti, secondo i quali sul colle Joben i ruderi rappresentano uno di tre importanti allineamenti astronomici studiati nella zona di Bolzano. Sempre secondo l'ingegnere, questi ruderi risalirebbero a circa 10.000 anni fa.
Secondo studi più recenti, effettuati dall'ingegner Mario Codebò, questi reperti invece risalirebbero al medioevo. Questo sito rappresenta il primo studio archeoastronomico italiano, riscontrando allineamenti equinoziali.